# Кубенское (Вологодская область)
Ку́бенское — село в Вологодском районе Вологодской области, административный центр Кубенского сельского поселения и Кубенского сельсовета.
Название получило от Кубенского озера, на юго-западном берегу которого расположено (в 25 км к северу от Вологды).

## История
Кубенское является одним из древнейших сёл Вологодской области. По мнению историка В. Н. Татищева оно появилось несколько раньше Вологды и фигурировало под названием Кубенский городок. Современные историки считают, что оно было основано примерно в IX—X веках. Однако точная дата основания поселения по-прежнему не установлена.
Возможно, на месте села ещё раньше существовали финно-угорские поселения: археологи смогли открыть ряд стоянок на территории села, которые датируются I веком до н. э..

Более-менее конкретные сведения о селе появляются с XIV века, когда эти земли из новгородских владений перешли ярославским князьям. В начале XV века земли к югу от Кубенского озера поступают во владение представителя ярославской ветви Семёна Дмитриевича. Этот князь переименовал малое селение в село Кубенское, сделав его столицей своего независимого Кубенского княжества. Однако в 1447 году московский князь Василий II Тёмный лишил Семёна Дмитриевича наследственных уделов.
Присоединившись к московскому княжеству, Кубенское сразу же приобрело довольно выгодное географическое положение, поскольку находилось на пути из Вологды в Кирилло-Белозерский монастырь. Здесь неоднократно бывали великие князья — Василий Тёмный, Иван III, Василий III. Царь Иван Грозный, проезжая неоднократно из Вологды в Кирилло-Белозерский монастырь, останавливался недалеко (в одной версте) от Кубенского, где, по преданию, был его дом и при нём церковь, называвшаяся «что у государя на сенях» (Воскресенская Подкубенская).
В Смутное время и недолго после воцарения династии Романовых Кубенское неоднократно (1612, 1614, 1615) подвергалось нашествию литовцев, поляков и казаков из Запорожской Сечи. В это же время село было пожаловано царем Михаилом Фёдоровичем боярину Михаилу Михайловичу Салтыкову. Салтыковым Кубенское принадлежало вплоть до 1785 года (позднее перешло к графам Орловым).

В 1692 году Кубенское едва не стало местом основания русского флота: царь Пётр I Великий решил строить корабли на берегу Кубенского озера, но, осмотрев озеро, не нашёл его подходящим для этих целей, по преданию сказав: «Хороша лужа, да маловата будет». С падением былого могущества Кирилло-Белозерского монастыря и освоением более коротких для морской торговли балтийских путей, Кубенское полностью утратило значение важного транзитного центра. 

Тем не менее, на пути до Кирилло-Белозерского монастыря село по-прежнему оставалось важным остановочным пунктом: здесь находилась станция, а для земских почтовых лошадей делалась смена. Кроме того, в Кубенском располагались волостное правление, становой пристав, почтовое отделение с сберегательной кассой, фельдшерский пункт, два земских училища (мужское и женское), а также разные торговые заведения. Основными занятиями местных жителей являлись рыбные промыслы. Само село являлось центром Кубенской волости Вологодского уезда в составе Вологодской губернии. 

В 1929 году село Кубенское стало центром Кубено-Озерского района, в начале в составе Вологодского округа, а с 1937 года — Вологодской области. Основой экономики села, помимо рыбных промыслов, стали молочное животноводство, льноводство и кружевоплетение.
13 декабря 1962 года Кубено-Озерский район был ликвидирован и включён в состав Вологодского района. Само Кубенское стало административным центром Кубенского сельсовета, а с 16 ноября 2004 года — Кубенского сельского поселения.

## Население
| 1959 | 2010  |
| ---- | ----- |
| 1768 | ↗2314 |

По переписи 2002 года в селе проживали 1013 мужчин и 1227 женщин. Преобладающая национальность — русские (99 %).

## Общая информация
В селе есть детский сад, школа (МБОУ ВМР «Кубенская средняя школа имени А. Ф. Клубова»), Профессиональное училище № 42, сельская больница, опорный пункт ОВД (относится к Вологодскому району), Дом культуры и районный краеведческий музей. В 0,5 км от села расположено сельское кладбище.
Из спортивных объектов есть футбольный стадион, волейбольная и баскетбольная площадка. Ежегодно летом проводятся соревнования по футболу и волейболу.
Доступны услуги сотовых операторов «МегаФон», «МТС», «Билайн», «TELE2». Присутствуют практически все федеральные телевизионные каналы (Первый канал, Россия-1, Культура, ТНТ, Муз-ТВ, НТВ, Рен-ТВ, ТВ Центр) и вологодский городской канал «ТВ7».
Из предприятий в селе функционирует рыбный завод и пекарня.
Ежегодно в конце июля-начале августа организуется ярмарка «Кубенский торжок», на которой, помимо торговли традиционными народными изделиями и продуктами, проходят народные гулянья и спортивные соревнования.

## Транспортное сообщение
В 1 км от села проходит автотрасса А119. Непосредственно до Кубенского каждые 2-3 часа курсирует автобус Вологда-Кубенское и соответствующее маршрутное такси.
В 1 км от села расположено Кубенское озеро, через которое может осуществляться сообщение с другими прибрежными населёнными пунктами.

## Русская православная церковь
- Храм во имя Святой Троицы[12]

## Достопримечательности

### Храмовые постройки
- Троицкий собор. Основан предположительно в 1282 году. В 1931 году закрыт. Позже в его здании находились пионерский клуб, пошивочная мастерская, хотели сделать мельницу, затем баню. В 1970 годах здание восстановили и разместили здесь трикотажный цех, парикмахерскую, приемный пункт по ремонту телевизоров. Сейчас это действующая церковь, она восстанавливается: сделан купол и возведена колокольня.
- Дмитриевская тёплая церковь. Построена в 1812 году. Рядом была колокольня, а в башне ограды устроена часовня, в которой располагалась деревянная резная статуя Христа. В советское время была закрыта. Сейчас в этом здании расположен Дом культуры.

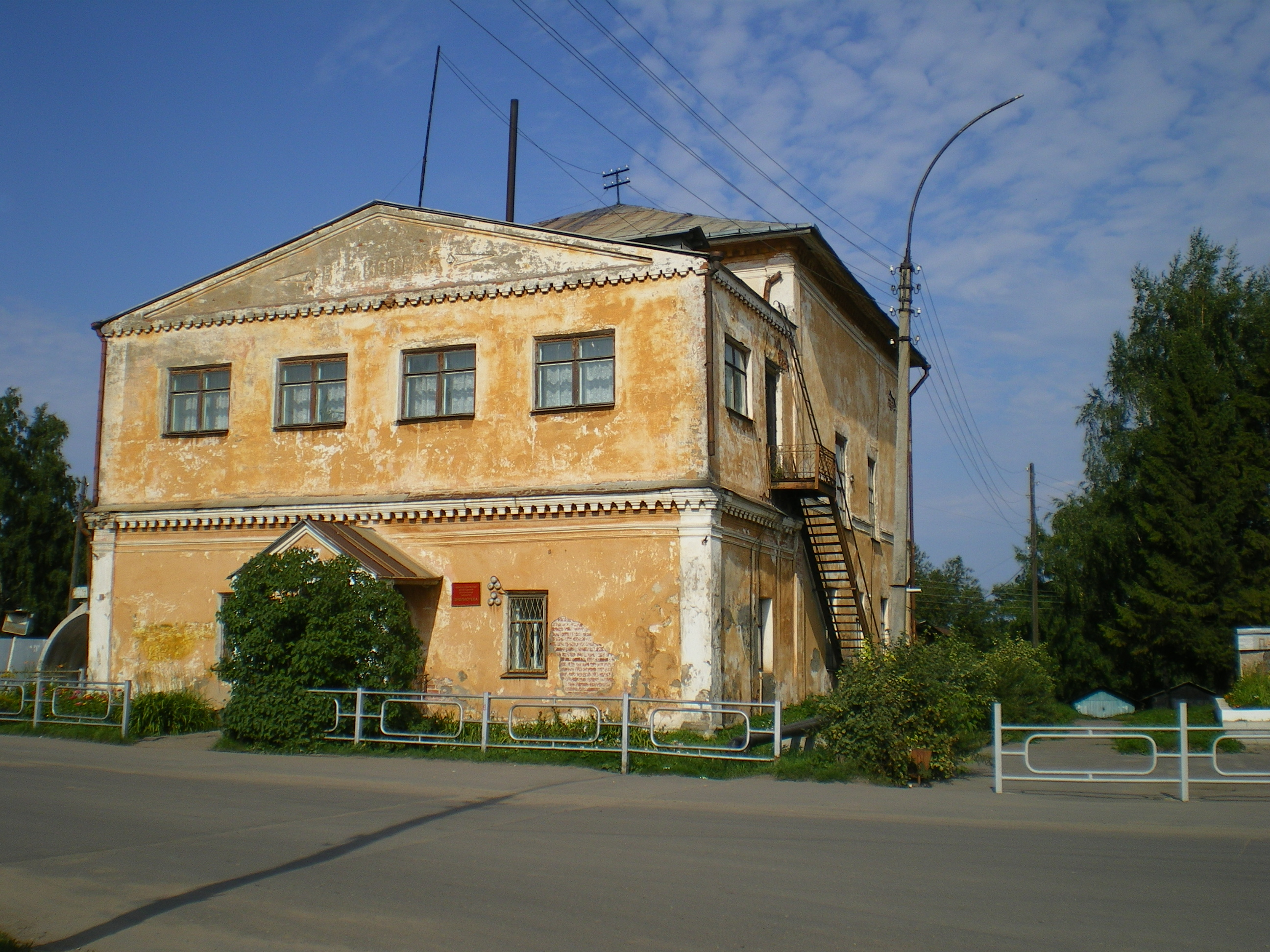
Перестроенное здание Ильинской Кубенской церкви

- Ильинская Кубенская церковь[13].Перестроенное здание Ильинской Кубенской церкви Известна с XV века, когда князь Семён Дмитриевич сделал Кубенское своей резиденцией и основал этот храм в качестве соборного. После присоединения к Московскому княжеству собор был низведён до положения приходской церкви. В этом храме находилась икона Божей Матери «Неопалимая Купина». Она была принесена в село из Вологды по случаю бывшей в это время в Кубенском моровой язвы. Священником в этой церкви в начале XIX века был Степан Жиряев — отец учёного-криминолога А. С. Жиряева. В советское время церковь была закрыта. Сейчас здесь расположена библиотека.
- Успенская церковь. Самая молодая из церквей села, основана в 1901 году на средства купчихи А. А. Бураковой. Храм строился по проекту вологодского губернского архитектора Алексея Васильевича Скрябина. После установления советской власти церковь была закрыта. Позднее в ней был установлен двигатель, дававший электроэнергию, затем оборудован гараж. В 1994 году храм был вновь освящён вологодским епископом Максимилианом.
- Воскресенская Подкубенская церковь[14]. Деревянный храм был построен в 1584 году, каменный — в 1762 году. В старину называлась, «что у государя на сенях». Ценным художественным памятником в храме является икона «Богоматерь Подкубенская», приписываемая кисти известного художника и иконописца преподобного Дионисия Глушицкого. Данная церковь не сохранилась.
- Успенский Песочненский (Песошненский) монастырь[15]. Мужской монастырь, известен с 1580 года, не сохранился. По преданию, здесь чудным образом на камне появилась икона Успения Божей Матери. Прикосновение к этому камню, по поверьям местных жителей, вылечивало зубную боль. В храме монастыря был богатый иконостас, лепные украшения, а рядом сад и березовая аллея.

### Старинные дома
- Дом купца Д. И. Борисова. В советское время в нём располагалось сельпо. Сейчас дом стал частным.
- Дом купцов Воеводиных. До Октябрьской революции в нём располагалась земская управа. Сейчас в здании находится аптека.
- Дома купчихи А. А. Бураковой. Хозяйка этих домов — Александра Ивановна Буракова — была известна активной благотворительностью и помощью бедным односельчанам. На её средства была возведена Успенская церковь.
- Дом Н. А. Богословского. Николай Александрович Богословский служил священником в Кубенском в 1892-1927 годах и принимал большое участие в общественной жизни села. При его содействии было открыто двухклассное училище, работала чайная, библиотека. В 1938 году Н. А. Богословский был арестован и расстрелян. В его доме долгое время был детский сад, затем музей, сейчас здание принадлежит церкви, в своё время там работала воскресная школа.

### Памятники
- Памятник Родине-матери. Открыт в 1976 году в память о жертвах в годы Великой Отечественной войны. Бронзовая фигура олицетворяет образ Родины-матери, скорбящей о своих сыновьях, погибших на поле брани.
- Памятник А. Ф. Клубову. Установлен 5 ноября 1949 года в сквере около Дома культуры (скульптор Н. Л. Штамм)[16].

### Районный краеведческий музей
Открыт 18 февраля 1971 года. В музее располагается несколько залов:
- зал народных промыслов. Здесь представлены столярное дело, ткачество, вышивка, кружева, гончарное дело, предметы крестьянской утвари из бересты, корней сосны.
- зал боевой славы. Здесь представлены:
  - материалы о жизни и деятельности авиаконструктора С. А. Ильюшина
  - экспозиция о А. Ф. Клубове
  - стенды и материалы, посвященные кубянам, участвовавшим в Великой Отечественной войне.
- экспозиция, посвященная композитору В. А. Гаврилину, который до 1950 года жил в деревне Перхурьево Кубенского сельсовета.

## Известные уроженцы
- Жиряев, Александр Степанович (1814-1856) — учёный-криминолог

## Интересные факты
- В старину Кубенское считалось небезопасным местом для остановок по дороге в Кирилло-Белозерский монастырь. Об этом свидетельствовали некоторые местные старинные поговорки: «пронеси, Господи, Кубенское, Никулинское, да третье Новленское», «В Кубенском не обедай, в Новленском не ночуй». А жителей села и вовсе называли «головорезами». Очевидно это было связано с тем, что село изобиловало трактирами и кабаками, где проезжие делали остановку. Кроме того, кубяне считали себя хозяевами Кубенского озера, зачастую грабя и притесняя заезжих рыболовов[17].

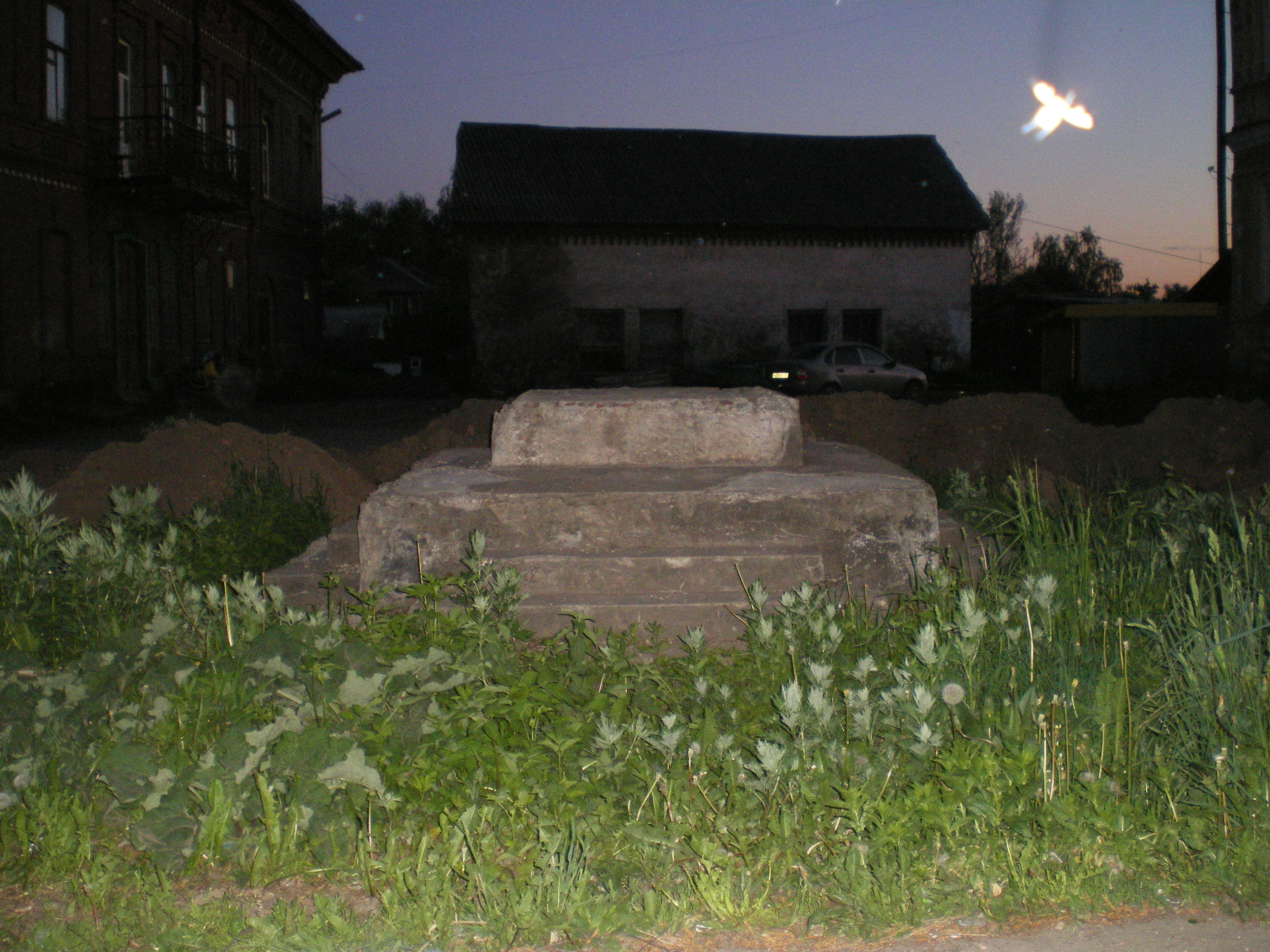
Постамент памятника Александру II

- В Кубенском есть два пустующих постамента. История одного из них ведёт к 1912 году, когда был открыт бронзовый бюст Александру II, обрамлённый небольшими колонами с цепями. Однако после установления советской власти в 1918 году памятник был демонтирован и отправлен на переплавку. Позднее рядом с этим постаментом была установлена большая трибуна для проведения митингов. В середине 1920-х годов на постаменте был установлен гипсовый памятник В. И. Ленину. Однако простояв почти 70 лет в ночь с 22 на 23 июля 1993 года памятник был повреждён неизвестными. А утром работники жилищно-коммунального хозяйства вывезли его. Постамент вновь стал свободным. В настоящее время постамент вновь стал памятником. В 2011 году был воздвигнут памятник первого камня, как основание села. Напротив сквера около Дома Культуры стоит ещё один пустующий постамент: здесь был бронзовый памятник И. В. Сталину.